# Eusterinx subtilis
Eusterinx subtilis là một loài tò vò trong họ Ichneumonidae.